# Ehrenplakette des Oberbefehlshabers Süd

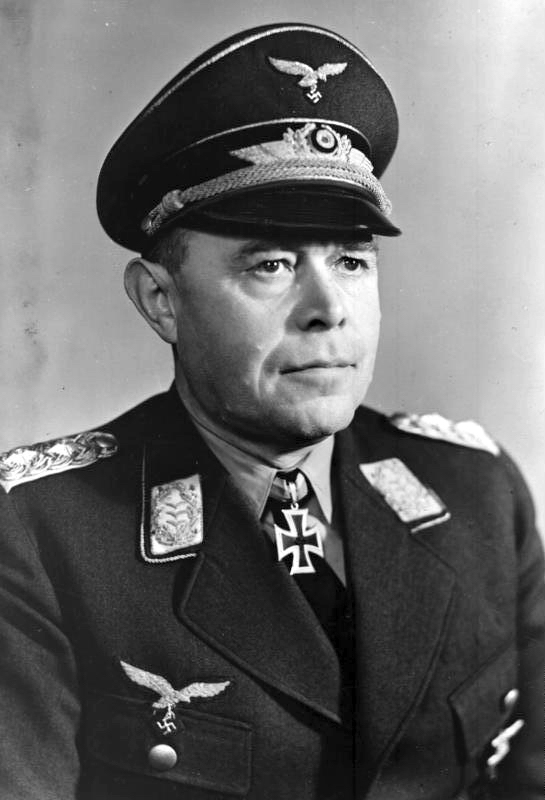
Albert Kesselring galt als Stifter der Ehrenplakette

Die Ehrenplakette des Oberbefehlshabers Süd war eine nichttragbare Auszeichnung der deutschen Luftwaffe während des Zweiten Weltkrieges, die vom Generalfeldmarschall Albert Kesselring in seiner Eigenschaft als Oberbefehlshaber der Luftstreitkräfte im Mittelmeerraum 1942 als Anerkennung für hervorragende technische Verdienste gestiftet hatte.
Die in schwarzem Gusseisen gehaltene Ehrenplakette mit einem erhaben geprägten Rand ist 189 mm hoch und 150 mm breit. Sie zeigt ganzflächig die geografischen Umrisse des Mittelmeerraumes mit Italien, Griechenland sowie der Nordküste Afrikas. Darüber in erhabener Prägung ist in ihrem oberen Abschnitt das Hoheitsabzeichen der Luftwaffe sowie die darunter liegende vierzeilige Inschrift: FÜR / HERVORRAGENDE / TECHNISCHE LEISTUNGEN / IM OSTEN zu sehen. Daran anschließend ist die Unterschrift Kesselrings als Faksimile Kesselring zu lesen, unter der sein militärischer Rang GENERALFELDMARSCHALL / OBERBEFEHLSHABER SÜD steht. Die dazugehörige Urkunde im Format DIN A4 beinhaltet neben den Satz: In Anerkennung / der hervorragenden technischen Verdienste / im Süden / überreiche ich dem ... meine Ehrenplakette. den Zusatzsatz: Ich verbinde damit das Vertrauen auf / weiteren tatkräftigen Einsatz zum Er- / ringen des Endsieges..